# علی شفیع‌زاده
علی شفیع‌زاده شوشتری کارآفرین، بازرگان و مدیر ارشد اجرایی ایرانی است، که به‌عنوان مالک و رئیس هیئت مدیره باشگاه فوتبال استقلال اهواز فعالیت می‌‌کرد.

## مدیریت استقلال اهواز
علی شفیع‌زاده باشگاه استقلال اهواز را با هزینه شخصی اداره می‌کرد.
علی و برادرش شهرام شفیع‌زاده تا اوایل دهه ۸۰ خورشیدی بازرگانان شناخته شده‌ای  در رسانه‌ها نبودند. آن ها در آبادان کارخانه نان فانتزی و دام و طیور داشتند و درست همان زمان که آبراموویچ میلیاردر مشهور روس، باشگاه آبی پوش چلسی را خرید، آن ها هم تیم آبی‌پوش استقلال اهواز را با تبلیغات بسیار خریداری کردند.
برخی معتقد بودند آن ها با تاسیس شرکت های فرعی، و در کنار اداره تیم استقلال اهواز توانسته اند وام های قانونی دولتی دریافت کنند و در این سال ها به این طریق تیمداری کنند. برخی دیگر هم علی شفیع‌زاده را پدر املاک ایرانی‌ها در دوبی دانسته و معتقد بودند وی از دوبی برای اداره استقلال اهواز پول می‌فرستد.

## فعالیت اقتصادی و عدم بازگشت به ایران
خبرگزاری ورزش ایران(ایپنا) در سال ۱۳۹۲ نوشت علی شفیع‌زاده مالك سابق باشگاه استقلال اهواز كه در حال حاضر در امارات ساكن است به دلایل خاصی نمی تواند به ایران بازگردد و به باشگاه استقلال تهران پاداش پیروزی در مقابل الشباب دوبی پرداخت کرده که خرج کمپ اختصاصی این باشگاه در تهران شده‌است.
در حالی که وی در ایران سکونت ندارد احکام قضایی به دلیل اخلال در نظام اقتصادی برای او صادر شده است.
وی در سال‌ ۱۳۸۳ کارخانه کاغذسازی کارون شوشتر را خریداری کرده‌بود. ولی در مدتی که وی مالک آن بود (تا سال ۱۳۸۸)، کارخانه راه‌اندازی نشد.